# Norfolk
Norfolk (pronuncia [nɔrfək]) è una contea dell'Inghilterra orientale; si affaccia a nord e a est sul Mare del Nord, confina a sud con la contea di Suffolk e a ovest con il Cambridgeshire.
Nel 2002 aveva una popolazione di 802 766 abitanti, mentre nel 2019 era arrivata a 907 760.
Il capoluogo è Norwich. Le tradizionali risorse economiche sono la pesca, in particolare di crostacei, l'allevamento (suini) e l'agricoltura (in prevalenza cereali, barbabietole da zucchero, frutta, ortaggi).
È più recente il turismo balneare.
L'attuale duca è Edward Fitzalan-Howard, XVIII duca di Norfolk, che detiene anche il titolo di primo pari d'Inghilterra.

## Geografia fisica
Il territorio, che si estende per 5368 km², è per lo più pianeggiante.
La costa, lunga circa 150 km, è bassa, orlata da dune, con paludi e pochi porti.

## Suddivisioni
|  | 1. Norwich 2. South Norfolk 3. Great Yarmouth 4. Broadland 5. North Norfolk 6. King's Lynn and West Norfolk 7. Breckland |

## Le Enclosures
La contea di Norfolk ebbe una notevole importanza, verso la metà del XVIII secolo, nella storia delle Enclosures cioè nel passaggio dal sistema dei "campi aperti" in prevalenza di proprietà collettiva, al sistema di proprietà privata del terreno, detto appunto sistema di Norfolk. Il sistema di Norfolk prevedeva una rotazione quadriennale e l'introduzione di legumi, trifoglio, rape, luppolo: tutte piante che alternandosi ai cereali ricostituivano la fertilità del suolo, da questi impoverito, e rendevano inutile la pratica del Maggese  che in passato lasciava improduttivo un terzo della superficie coltivabile.